# Henrik VII (tysk-romersk kejsare)
Henrik VII av Luxemburg (tyska: Heinrich VII), född 1269, död 24 augusti 1313, var romersk kung från 27 november 1308 och kröntes i Rom till tysk-romersk kejsare 29 juni 1312.
Henrik valdes till kung i Tyskland med stöd av ärkebiskoparna i Mainz och Trier. I Tyskland vann han stöd av de tyska landsherrarna, i Böhmen däremot valdes Henrik av Kärnten till kung. Genom giftermål förvärvade han dock Böhmen till sin son Johan, som vann allmän anslutning som tronföljare.

## Biografi
Henrik var son till greve Henrik VI av Luxemburg och Beatrix av Avesnes. Till språk och bildning var Henrik fransman: Han växte upp vid franska hovet och gjorde som yngling krigstjänst hos Filip IV. Han dubbades även till riddare av den franske kungen.
Det var Henriks yngre bror, ärkebiskop Balduin av Luxemburg, som rekommenderade honom som kung efter att Albrekt I blivit mördad i maj 1308. Henrik, som vid denna tid var omkring 38 år och regerande greve, hade rykte om sig att vara en klok förvaltare av sitt föga inbringande grevskap, en tapper riddare samt en from herre av tadelfri vandel. Utan att han fått någon allvarlig medtävlare korades Henrik den 27 november 1308 i Frankfurt av sex kurfursteröster – den sjunde (Böhmens) ansågs vakant – till romersk kung. I utbyte lovade Henrik att återinföra Rhentullarna, som var starkt inkomsbringande de för de rhenska furstarna.
Henrik VII försökte trygga ställningen mot Frankrike, och gjorde detta genom att avträda Arelat och Lyon, varefter han drog ned till Italien. Hänsyn till Frankrike och Neapel hindrade honom från att vid sin ankomst stödja det ghibellinska partiet i deras konflikt med guelferna, men efter sin kejsarkröning 1312 valde han att ta klart ställning för ghibellinerna.
I Milano inträffade fem veckor efter kröningen ett uppror. Inte utan ansträngning lyckades Henrik undertrycka detta, men han såg sig nu tvungen att söka stöd hos ghibellinerna. Åt dem uppdrog han styrelsen av Milano, under det att guelfernas ledare undkom. Den närmaste följden av detta var att flera guelfiska städer i norra Italien samt Cremona och Brescia reste sig. Utanför Brescia tvingades Henrik tillbringa fyra månader och under den tiden dödades hans bror Walram. Även drottningen ådrog sig här fröet till en sjukdom som hon kort därefter dukade under för.
Under tiden organiserade det guelfiska partiet motståndet i hela Italien. Henrik hade genom händelsernas förlopp blivit ghibellinernas partiledare. Bologna och Florens spärrade nu vägen till lands mot söder. Men Henrik ställde kosan över Genua, som i hopp om handelsfördelar gav honom ett festligt mottagande. Därifrån for han vidare till sjöss till det trogna, ghibellinska Pisa. Sedan stod vägen till Rom öppen för honom. Den 7 maj 1312 nådde han staden, men här visade det sig att motståndet var ännu mer utbrett. Henrik fann Peterskyrkan och högra Tiberstranden i besatta av neapolitanerna. Veckor igenom kämpade man på stadens gator utan att kunna besegra motståndarsidan. Till sist måste kejsarkröningen, till vars förrättande påven Clemens V utsänt tre kardinaler, förläggas till Lateranen (29 juni 1312).
Henrik hade till en början försökt att nå en uppgörelse i godo med kung Robert av Neapel, Karl av Anjous sonson, och sluta ett vänskapsförbund med Frankrike. Men nu, efter att Robert öppnat fientligheterna, anknöt han förbindelser med huset Anjous rival, kung Fredrik av Sicilien, som tillhörde huset Aragonien. Han lovade bort sin dotter Beatrix åt Fredrik och inkallade Robert till sitt kejserliga tribunal för att där ställa honom till svars för högförräderi.
En omedelbar framryckning mot Anjou var dock inte möjlig. Henrik vände sig från Rom mot norr för att slå ned de toskanska guelfernas motstånd. Hans försök att erövra Florens slog dock fel och staden uthärdade sex veckors belägring. Dock stannade kejsaren över vintern i Toscana för att hålla motståndarna i schack. På våren 1313 begav han sig till Pisa för att dra till sig de betydande förstärkningar som kom från Tyskland och norra Italien, och samtidigt inledde riket på hans anhållan en omfattande upprustning. Därpå träffades en överenskommelse med Fredrik av Sicilien om krigsplanen. Kejsaren skulle angripa Neapel från landsidan medan Siciliens, Genuas och Pisas flottor skulle ge honom understöd från sjösidan. Robert dömdes av kejsaren till döden för majestätsbrott.
I enlighet med avtalet med Fredrik av Sicilien bröt kejsaren den 8 augusti 1313 upp från Pisa, innan den rikshär som under tiden samlats hade hunnit nå honom. Han drabbades dock av feber och i närheten av Siena dukade kejsaren under för sjukdomen. Han avled i den lilla orten Buonconvento den 24 augusti 1313.
Henrik VII fick sin sista viloplats i en marmorsarkofag i Pisas katedral. Efter hans död upplöstes hans här. Påven Clemens övertog, då kejsartronen nu blivit ledig, Italiens förvaltning och utnämnde den dödsdömde Robert till halvöns riksföreståndare.

## Antavla
|                      |  |  |  |  |  |  |  |                                 |  |  |  |  |  |  |  |                                |  |  |  |  |  |  |  | 8. Hertig Walram III av Limburg |
|                      |  |  |  |  |  |  |  |                                 |  |  |  |  |  |  |  |                                |  |  |  |  |  |  |  |                                 |
|                      |  |  |  |  |  |  |  |                                 |  |  |  |  |  |  |  | 4. Greve Henrik V av Luxemburg |  |  |  |  |  |  |  |                                 |
|                      |  |  |  |  |  |  |  |                                 |  |  |  |  |  |  |  |                                |  |  |  |  |  |  |  |                                 |
|                      |  |  |  |  |  |  |  |                                 |  |  |  |  |  |  |  |                                |  |  |  |  |  |  |  | 9. Ermesinde av Luxemburg       |
|                      |  |  |  |  |  |  |  |                                 |  |  |  |  |  |  |  |                                |  |  |  |  |  |  |  |                                 |
|                      |  |  |  |  |  |  |  | 2. Greve Henrik VI av Luxemburg |  |  |  |  |  |  |  |                                |  |  |  |  |  |  |  |                                 |
|                      |  |  |  |  |  |  |  |                                 |  |  |  |  |  |  |  |                                |  |  |  |  |  |  |  |                                 |
|                      |  |  |  |  |  |  |  |                                 |  |  |  |  |  |  |  |                                |  |  |  |  |  |  |  | 10. Greve Henrik II av Bar      |
|                      |  |  |  |  |  |  |  |                                 |  |  |  |  |  |  |  |                                |  |  |  |  |  |  |  |                                 |
|                      |  |  |  |  |  |  |  |                                 |  |  |  |  |  |  |  | 5. Margareta av Bar            |  |  |  |  |  |  |  |                                 |
|                      |  |  |  |  |  |  |  |                                 |  |  |  |  |  |  |  |                                |  |  |  |  |  |  |  |                                 |
|                      |  |  |  |  |  |  |  |                                 |  |  |  |  |  |  |  |                                |  |  |  |  |  |  |  | 11. Filippa av Dreux            |
|                      |  |  |  |  |  |  |  |                                 |  |  |  |  |  |  |  |                                |  |  |  |  |  |  |  |                                 |
| 1. Kejsar Henrik VII |  |  |  |  |  |  |  |                                 |  |  |  |  |  |  |  |                                |  |  |  |  |  |  |  |                                 |
|                      |  |  |  |  |  |  |  |                                 |  |  |  |  |  |  |  |                                |  |  |  |  |  |  |  | 12. Burkhard IV av Avesnes      |
|                      |  |  |  |  |  |  |  |                                 |  |  |  |  |  |  |  |                                |  |  |  |  |  |  |  |                                 |
|                      |  |  |  |  |  |  |  |                                 |  |  |  |  |  |  |  | 6. Baudoin av Avesnes          |  |  |  |  |  |  |  |                                 |
|                      |  |  |  |  |  |  |  |                                 |  |  |  |  |  |  |  |                                |  |  |  |  |  |  |  |                                 |
|                      |  |  |  |  |  |  |  |                                 |  |  |  |  |  |  |  |                                |  |  |  |  |  |  |  | 13. Margareta II av Flandern    |
|                      |  |  |  |  |  |  |  |                                 |  |  |  |  |  |  |  |                                |  |  |  |  |  |  |  |                                 |
|                      |  |  |  |  |  |  |  | 3. Beatrice av Avesnes          |  |  |  |  |  |  |  |                                |  |  |  |  |  |  |  |                                 |
|                      |  |  |  |  |  |  |  |                                 |  |  |  |  |  |  |  |                                |  |  |  |  |  |  |  |                                 |
|                      |  |  |  |  |  |  |  |                                 |  |  |  |  |  |  |  |                                |  |  |  |  |  |  |  | 14. Thomas II av Coucy          |
|                      |  |  |  |  |  |  |  |                                 |  |  |  |  |  |  |  |                                |  |  |  |  |  |  |  |                                 |
|                      |  |  |  |  |  |  |  |                                 |  |  |  |  |  |  |  | 7. Felicitas av Coucy          |  |  |  |  |  |  |  |                                 |
|                      |  |  |  |  |  |  |  |                                 |  |  |  |  |  |  |  |                                |  |  |  |  |  |  |  |                                 |
|                      |  |  |  |  |  |  |  |                                 |  |  |  |  |  |  |  |                                |  |  |  |  |  |  |  | 15. Mahaut av Rethel            |
|                      |  |  |  |  |  |  |  |                                 |  |  |  |  |  |  |  |                                |  |  |  |  |  |  |  |                                 |